# Collection scientifique

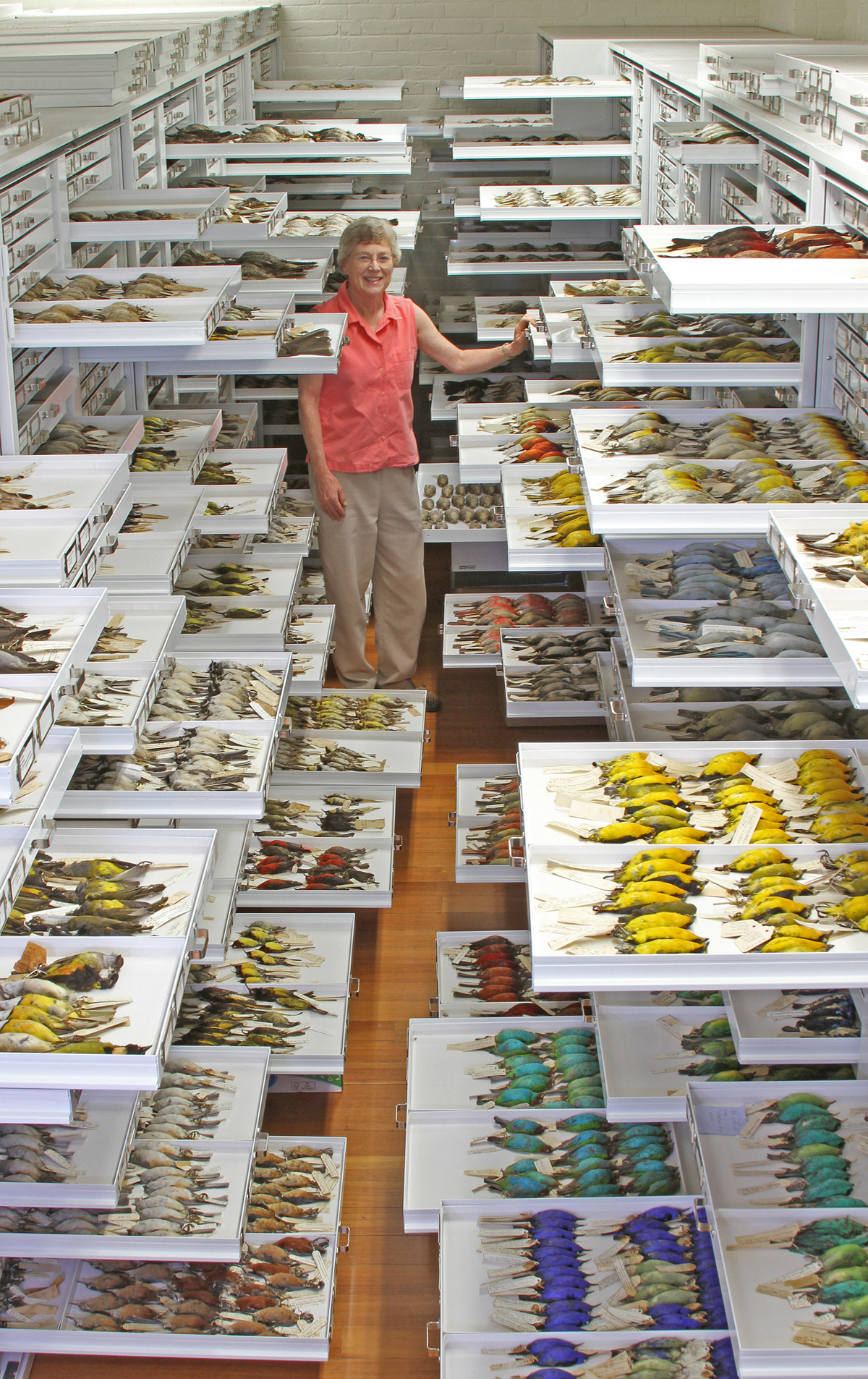
Exemple de méthode en conservation des collections : meubles à tiroirs en métal afin d'éviter la prolifération de nuisibles. Sur la photographie : collection ornithologique dans les réserves du musée de Zoologie comparée de l'université Harvard à Cambridge (Massachusetts), aux États-Unis.

Une collection scientifique est une collection d'objets liés à une ou plusieurs activités scientifiques, en général dans le domaine des sciences empiriques ou de l'histoire humaine.

## Typologie des collections scientifiques
En fonction de leur principal objet de recherche, les collections scientifiques sont très diverses et variées, mais d'une manière générale on distingue entre les collections inertes et les collections vivantes :

### Collections inertes
Les collections inertes se diversifient dans de très nombreux domaines : minéralogie, biologie, zoologie, botanique, ethnologie, archéologie, paléontologie, anthropologie, médecine, pharmacopée, splanchnologie, astronomie... Cela peut représenter un ensemble de tissus organiques conservés dans des bocaux (en splanchnologie, en histologie, en biologie) ou un ensemble d'animaux naturalisés (en zoologie), ou des os ou squelettes (en ostéologie ou anatomie comparée), ou un herbier (pour la botanique), ou une collection de cires anatomiques ou instruments de chirurgie (dans le domaine de la médecine), ou des échantillons lunaires ou de météorites (dans le domaine de l'astronomie), etc.
Les collections scientifiques sont le plus souvent conservées à des fins d'études et/ou pour être exposés dans des musées d'histoire naturelle, dans des laboratoires de recherche, dans des universités, etc.
En taxonomie et en classification des minéraux, les collections scientifiques et les conservateurs et archivistes qui en prennent soin jouent un rôle d'une importance capitale car c'est en leur sein que sont conservés les types nomenclaturaux qui permettent d'établir les différentes nomenclatures scientifiques, entre autres les différentes classifications scientifiques des espèces vivantes (classique ou phylogénétique) ou les classifications de minéraux.

### Collections vivantes
Les collections vivantes portent sur la biologie ou l'écologie par le biais de la conservation d'individus vivants, principalement des plantes et des animaux. Tout naturellement, la législation évolue régulièrement pour que ces collections vivantes puissent se constituer dans le respect du bien être desdits êtres vivants. Dans le cas de la botanique, les plantes d'un jardin public ou privé ne constituent pas une collection scientifique. Seuls les jardins botaniques, certains jardins d'acclimatation, les arboretums ou les serres à but scientifique peuvent être considérés comme des collections scientifiques vivantes de plantes.
En zoologie les collections vivantes les plus habituellement rencontrées de par le vaste monde sont les parcs zoologiques, les terrariums, les aquariums, les aquaterrariums, les vivariums, ou les insectariums, entre autres dispositifs ou installations possibles.

## La diversité des collections

### Collections botaniques
En botanique, le mode de conservation le plus ancien est l'herbier, dans lequel des cartons d'herbier maintiennent à plat des échantillons (fleurs, tiges ou feuilles) qui ont préalablement été pressés et séchés. Au sein d'un herbier, surtout s'il est relativement grand, se trouve aussi parfois une carpothèque (collection de fruits), une séminothèque (collection de graines), un fungarium (collection de champignons), etc.
Les collections de graines vivantes (actives et aptes à la reproduction) sont soit des graineteries, soit des banques de graines. Les graineteries sont des jardins conçus pour obtenir les graines précises de variétés ou cultivars précis. Les banques de graines, où les graines sont même parfois cryogénisées, ont quasiment toujours un but agricole et sont le plus souvent entretenues par des entreprises agronomes.

### Collections zoologiques
Avant le XVIIIe siècle il était très difficile de naturaliser des animaux d'une taille relativement grande. Les échantillons conservés étaient le plus souvent les os, les peaux, les plumes, les fourrures, les cornes, les coquilles, etc. Certains animaux de petite taille, comme les lézards ou les insectes, pouvaient être séchés et conservé pratiquement entiers. Les organes internes sont parfois conservés dans des bocaux à alcohol, et on parle alors de collection splanchnologique. Les collections d'os ou de squelettes reçoivent le nom de collections ostéologiques, etc.

### Collections géologiques et minéralogiques
Les collections de pierres, roches et minéraux, surtout lorsqu'il s'agit de gemmes ou de pierres précieuses, se comptent parmi les plus anciennes au monde. Les collections de météorites sont souvent incluses parmi les collections de minéralogie, mais elles peuvent aussi être classées dans une catégorie à part (astronomie ou autre).

### Collections paléontologiques
Les collections de fossiles se comptent parmi les plus populaires, notamment en paléontologie des vertébrés. Les spécimens les plus sollicitées par le grand public dans les musées sont par exemple les dinosaures, les mammouths, les tigres à dents de sabre, etc.

## Histoire des collections scientifiques
Dans l'Antiquité et au Moyen Âge, des collections inertes à vocation scientifique ont existé mais cela a été rare voire exceptionnel, ou s'est produit de façon très marginale. Pour ce qui est des collections vivantes, la médecine et les plantes médicinales ont été au Moyen Âge l'impulsion majeur de la création des premiers jardins de simples, c'est-à-dire les jardins où étaient cultivées les simples médecines, nom donné aux plantes médicinales. Ces jardins, collections scientifiques vivantes, sont conçus avant tout dans un but strictement pratique et médical. En ce qui concerne les animaux exotiques vivants, les rois européens en ont conservé dans leurs ménageries pendant tout le Moyen Âge dans le seul but d'y être admirés.
Le concept moderne de collection scientifique a tout de même progressivement germé après le Moyen Âge, à partir de la Renaissance, avec l'apparition des cabinets de curiosités. Il s'agissait principalement de collections privées, réunies par des bourgeois ou des nobles. Les objets exposés dans les cabinets de curiosités n'étaient pas toujours contemplés avec une approche scientifique et il arrivait aussi parfois que ces cabinets continssent des contrefaçons ou des chimères.
Aux XVIe et XVIIe siècles, alors que la mode des cabinets de curiosités se répand dans toute l'Europe, l'un d'eux, le cabinet de curiosités d'Elias Ashmole, s'installe en 1683 dans un bâtiment de l'université d'Oxford et devient l'Ashmolean Museum, le plus ancien musée encore ouvert à ce jour, quoique pas uniquement consacré à la conservation de collections scientifiques.
Sans doute parce que les végétaux sont plus facile à collecter, à conserver, à observer, à transporter, dont sous forme de graines ou propagules, c'est la botanique qui a d'abord été privilégiée. Ainsi Gaspard Bauhin a rassemblé dans son herbier 400 spécimens d'Europe, d'Afrique et du sous-continent indien, ce qui lui a valu le titre de « législateur de la botanique » .
La première institution a devenir strictement un lieu officiel de conservation de spécimens scientifiques, aussi bien destinés à la recherche qu'à l'exposition au public, est plus probablement l'actuel Muséum national d'histoire naturelle, dont le siège est situé à Paris, en France. À l'origine cette institution était le Jardin royal des plantes médicinales, dont la fondation est promise en 1626 par des lettres patentes du roi Louis XIII sous les conseils de ses médecins, qui voulaient créer un jardin médicinal d'état. Pour créer ce Jardin, Louis XIII fait d'abord acheter en 1633 un petit château et son jardin, modeste propriété terrienne située sur la Terre d'Alez, terre elle-même à l'époque située aux portes de Paris. Le droguier du roi étant une collection déjà existante, principalement constituée de minéraux et de plantes séchées, le droguier emménage dans ce château quasiment immédiatement et le Jardin est officiellement fondé par un édit royal en mai 1635. Par métonymie ce bâtiment commence alors à être appelé lui aussi le « droguier du roi », ou le « cabinet des drogues ».
En 1718, à la mort de Louis Poirier, premier médecin de Louis XV, le décret royal du 31 mars sépare cette charge de celle du surintendant du Jardin royal des plantes. Aussi en 1718, le terme se référant aux plantes médicinales est retiré du nom de l'institution et le Jardin est rebaptisé en « Jardin des plantes du Roi », ou « Jardin du Roi ». Ce changement de nom correspond en réalité au simple constat que le Jardin est déjà pleinement devenu une institution scientifique vouée à l'histoire naturelle dans son ensemble et non pas seulement à la culture de plantes médicinales pour les soins du roi. Après la mort de Louis XIV, Bernard de Jussieu est Garde des Collections au Jardin du roi et dès 1722 il apporte une classification méthodique des collections. Ces classements méthodiques des collections contribuèrent à ce qu'en 1729 l'ancien « cabinet des drogues » prenne officiellement le titre de « cabinet d'histoire naturelle », reflétant le fait que ses collections sont désormais organisées pour illustrer les trois règnes de la nature. Cette date est très importante dans l'histoire des collections scientifiques car pour la première fois une collection scientifique d'état, le cabinet du roi et tout ce qu'il contient, ne se voit plus officiellement consacrée à la vocation pratique de la médecine mais à la vocation théorétique et scientifique de l'histoire naturelle. 1729 est ainsi l'année de naissance des musées d'histoire naturelle tels que ces musées sont compris actuellement en tant que dépositaires de collections scientifiques. En 1739 le célèbre naturaliste Georges-Louis Leclerc de Buffon est nommé surintendant du Jardin du Roi et dès l'année suivante Buffon fait agrandir le bâtiment du cabinet d'histoire naturelle.
En 1745 Buffon ouvre les portes du cabinet d'histoire naturelle pour que ses collections puissent être admirées du public, en introduisant ainsi pour la première fois une autre caractéristique propre aux collections scientifiques des musées modernes : la possibilité que les autorités donnent au grand public d'accéder ne serait-ce qu'à une partie des collections scientifiques. En quelques années quelques autres puissances européennes font de même : la couronne britannique crée le British Museum en 1753, musée qu'elle ouvre au public en 1759. C'est le premier musée de l'histoire conçu en tant que tel dès l'année même de sa fondation, et ses collections portaient alors sur la totalité du monde connu, en comprenant aussi bien des œuvres d'art, des spécimens d'histoire naturelle ou des objets divers et variés obtenus lors des grands voyages d'exploration de l'époque. En 1771 la couronne espagnole crée le Real Gabinete de Historia Natural (« Cabinet royal d'histoire naturelle »). Les collections scientifiques de ces trois institutions d'état (le Jardin du Roi à Paris, le British Museum à Londres, et le Real Gabinete de Historia Natural à Madrid) sont de nos jours tenues par les musées scientifiques dont elles sont aujourd'hui les héritières, respectivement : le Muséum national d'histoire naturelle, le Musée d'histoire naturelle de Londres, et le Musée national des sciences naturelles d'Espagne.
Au XVIIIe siècle, les voyageurs sont souvent des prêtres missionnaires ou plus fréquemment encore un médecin (formé à la botanique et à l'anatomie), mais il existe quelques naturalistes, comme le minéralogiste Eugène Patrin qui explore seul une grande partie de la Sibérie. Ces voyageurs jouent un rôle important de découvreur et/ou collecteur, et de preneurs de notes de terrain, alors que le vrai naturaliste, qui décrira les espèces nouvelles, est souvent celui qui travaille dans les collections naturalistes et conserve, classe et étudie les échantillons rapportés par les "voyageurs-naturalistes" (qui étaient donc souvent plus « voyageur » que « naturaliste » note Y Laissus) ; Ainsi Réaumur, Buffon, Bernard ou Antoine-Laurent de Jussieu étaient de grands naturalistes mais pas des grands voyageurs, mais il existe des exceptions comme les botanistes-voyateurs Charles Plumier (1646-1704) et Louis Feuillée (1660-1732) qui explorent les Antilles de 1703 à 1706 puis le Chili (de 1707 à 1711) ou encore Joseph Pitton de Tournefort (1656- 1708) qui fait avec un dessinateur (Claude Aubriet) le « Voyage du Levant » (de 1700 à 1702).
Entretemps, différentes villes en Europe continuent d'assister à la création de cabinets d'histoire naturelle dont quelques-uns se dotent de collections scientifiques encore de nos jours partiellement conservées. La liste suivante est loin d'être exhaustive et ne constitue que quelques exemples :
- Le Herzogliches Kunst- und Naturalienkabinett à Brunswick en 1754 (« cabinet d'Art ducal et d'Histoire naturelle », actuel musée d'histoire naturelle de Brunswick (de))
- Le Laboratorio Chimico de l'université de Coimbra en 1772 (« Laboratoire chimique », actuel Musée de la science de l'université de Coimbra (en))
- Le cabinet d'histoire naturelle de Grenoble en 1773 (l'actuel muséum d'histoire naturelle de Grenoble)
- Le Reale Museo di fisica e storia naturale di Firenze à Florence en 1775 (« musée royal de physique et d'histoire naturelle », actuel Musée d'histoire naturelle de l'université de Florence)
- Le Gabinetto di Zoologia dell'Università Pontificia à Rome en 1792 (« cabinet de Zoologie de l'Université pontificale », actuel musée municipal de Zoologie)
- Etc.

Tout au long du XIXe et du XXe siècle, les musées d'histoire naturelle ont été le type d'institution qui a mené de front le gros de la capitalisation actuelle des collections scientifiques, mais d'autres types d'institution ont aussi contribué à constituer des collections scientifiques, comme les herbiers, les universités ou certains laboratoires.
Le premier congrès international sur la préservation et la conservation des collections d'histoire naturelle eut lieu à Madrid, en Espagne, du 10 au 15 mai 1992.

## Les collections scientifiques aujourd'hui
Les collections naturalistes s'accompagnent généralement de catalogues, d'une bibliothèque et de pièces pédagogiques : dessins naturalistes, gravures, lithographies, livres et modèles tridimensionnels d'organismes complet ou d'organes (animaux, végétaux, fongiques), encore utilisés pour l'enseignement. Ces objets sont souvent de grande qualité esthétique, scientifique et technique, et souvent des pièces uniques entièrement faites à la main. Ces modèles sont notamment des cires anatomiques (cires d'Auzoux par exemple) ou des représentations de champignons et végétaux. Ils peuvent être réalisés à l'échelle ou plus ou moins agrandis (comme les modèles de Brendel par exemple).

Les chantiers et activités minières ainsi que certains carottages de prospection géologique ou minière ont alimenté les lithothèques (du BRGM ou de certains musées en France).

Des collections de souches vivantes de microbes, de cellules souches humaines ou de cellules de certains tissus cultivées existent également, pour les besoins de la recherche médicale, de l'industrie des vaccins, des biotechnologies, etc.
Les plus grandes collections scientifiques sont actuellement conservées dans des musées d'histoire naturelle. En fonction du nombre de spécimens, les cinq plus importantes collections au monde sont les suivantes :
1. Musée national d'histoire naturelle des États-Unis à Washington (environ 145 millions de spécimens[13],[14])
2. Musée d'histoire naturelle de Londres (environ 80 millions de spécimens[15])
3. Muséum national d'histoire naturelle à Paris (environ 68 millions de spécimens[16])
4. Musée américain d'histoire naturelle à New York (environ 33 millions de spécimens[17])
5. Musée d'histoire naturelle de Berlin (environ 30 millions de spécimens[18])

Les universités conservent également une part importante des collections scientifiques; celles-ci sont utilisées à des fins de recherche mais aussi à des fins d'enseignement à l'instar des collections scientifiques de l'Université de Bordeaux, de l'Université de Montpellier ou de l'Université de Strasbourg.
Les collections naturalistes ont permis de mieux comprendre l'histoire évolutive, avec de récentes nouvelles avancées permises par la génétique. En cela elles permettent d'affiner l'écologie rétrospective et l'observation de la biodiversité. Quand il s'est agi de cultiver des espèces exotiques pour les conserver et les étudier, ces collections ont contribué à l'introduction et acclimatation d'un nombre croissant d'espèces qui sont devenues invasives.
Les collections de référence facilitent le consensus et sont les bases d'une sorte de vocabulaire commun pour les naturalistes du monde entier.

### Incertitudes sur le devenir des collections
Dans plusieurs pays les États et collectivités semblent délaisser les infrastructures physiques permettant la conservation des collections d'échantillons biologiques historiques (musées, salles de collections, herbiers, congélateurs…) au profit d'appels à projets de recherche (courts) et de projets de numérisation.
En mars 2016, les responsables américains de collections d'histoire naturelle (Société pour la préservation des collections d'histoire naturelle (SPNHC), Institut américain des sciences biologiques et Natural Sciences Collections Alliance.) ont publié une lettre ouverte demandant à la National Science Foundation (NSF) de réexaminer sa récente décision de geler (pour un an au moins) un programme de financement-clé (dénommé « Collections in Support of Biological Research (CSBR) », avertissant qu' « une ressource vitale est en danger » ; ce programme créé en 2011 en remplacement d'autres fonds dédiés depuis des décennies aux collections naturalistes, il reposait sur un budget annuel d'environ 3  à   5 millions $ par an, alloué à la cryoconservation d'échantillons de tissus, à la conservation d'insectes et d'herbiers et d'autres échantillons végétaux, pour notamment sauver les collections « orphelines », en les déplaçant vers de nouvelles institutions quand leurs anciens gestionnaires n'avaient plus les moyens d'en prendre soin. Ceci risque de freiner la numérisation et mise à disposition sur Internet des collections, de même que l'aide aux étudiants qui ont besoin de ces collections pour travailler. Les États-Unis disposent néanmoins d'un fonds spécial (Grants for Rapid Response Research) permettant d'éventuellement sauver des collections en péril imminent, ce qui n'est pas le cas de nombreux autres pays. Dans ce courrier les responsables de collections alertent sur le fait que les pièces numérisées ne remplaceront jamais les échantillons réels (une photo de fougère, d'insecte ou autre organisme en haute définition ne permet pas d'en faire une analyse moléculaire, ou d'en extraire de l'ADN, et une copie de crâne fossile imprimé en 3D ne remplace pas un original).

### Prospective
Les progrès des NTIC et de l'imagerie scientifique permettent d'envisager et développer des collections virtuelles qui étaient d'abord des photographies des collections de musées, mises à disposition de tous les internautes, et qui peuvent être des moèles 3D d'objets voire des objets virtuels améliorés, le spectateur pouvant par exemple observer sur son écran l'image d'un fossile en réalité encore dans sa gangue, mais rendu visible par l'imagerie.

Des collections coralliennes virtuelles en 3D devraient ainsi bientôt être disponibles pour la recherche dans le cadre de l'expédition Tara Océans, pour améliorer le suivi de l'impact du dérèglement climatique sur l'évolution et la santé des coraux.

## Collections de références
Les collections de références sont des collections d'échantillons biologiques ou géologiques qui servent de référence pour la systématique ou l'étude des roches.
Ces collections sont souvent abritées par des muséums d'histoire naturelle (en France sous l'égide du Muséum national d'histoire naturelle).
Il existe aussi des collections de microbes (dont virus) qui sont vivants (c'est-à-dire qu'on les cultive de manière à en conserver des souches qui servent à des études ou à produire des sérums, des vaccins, etc. ainsi que des arboretums ou groupes d'arbres référencés comme donneurs de graines pour les pépinières forestières ou d'arbres d'agrément.
Les collections naturalistes anciennes (hormis les herbiers parfois bien conservés) sont souvent en mauvais état et/ou fragiles et donc consultables uniquement par des spécialistes, parfois avec des conditions restrictives.

## Inventaire des collections
Il y a de par le monde 3990 herbiers, ils hébergent plus de 350 000 000 spécimens (Holmgren (en) et al., 1990). En France, on comptabilise plus de 70 herbiers reconnus sur le plan international. C'est-à-dire qu'ils ont reçu un acronyme de une à cinq lettres permettant de l'identifier : P pour le Muséum à Paris, LY pour Lyon, MPU pour Montpellier...
Le site Biodiversité Montpellier recense depuis 2006 les collections disponibles en France
.

## Galerie d'images

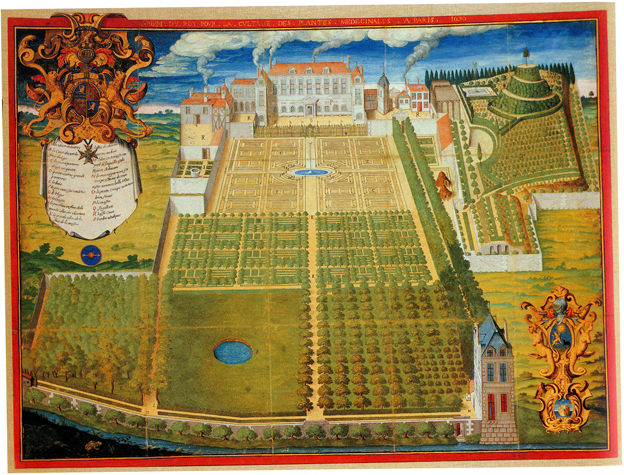
Jardin du roi, 1636
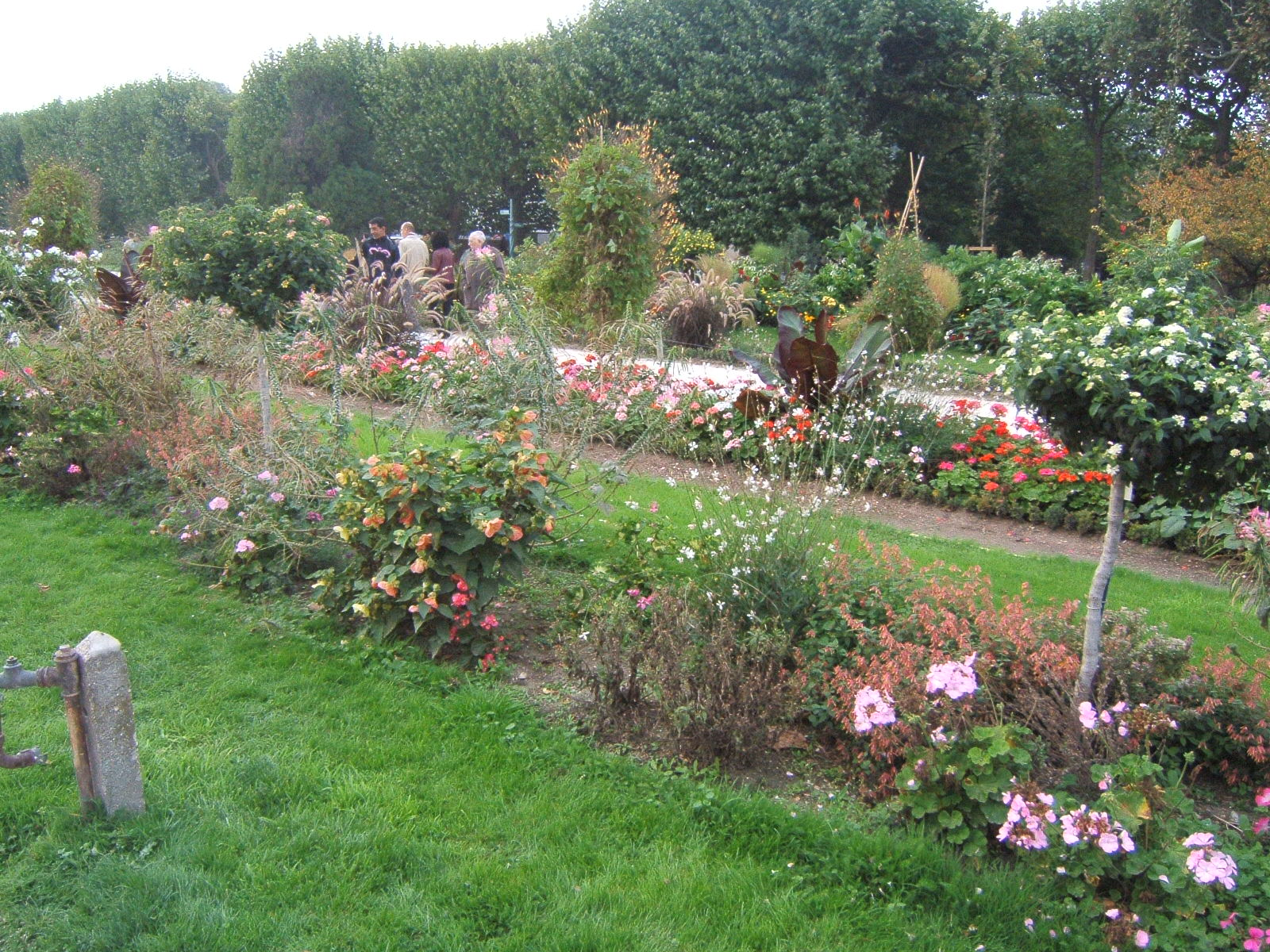
Jardin des plantes de Paris
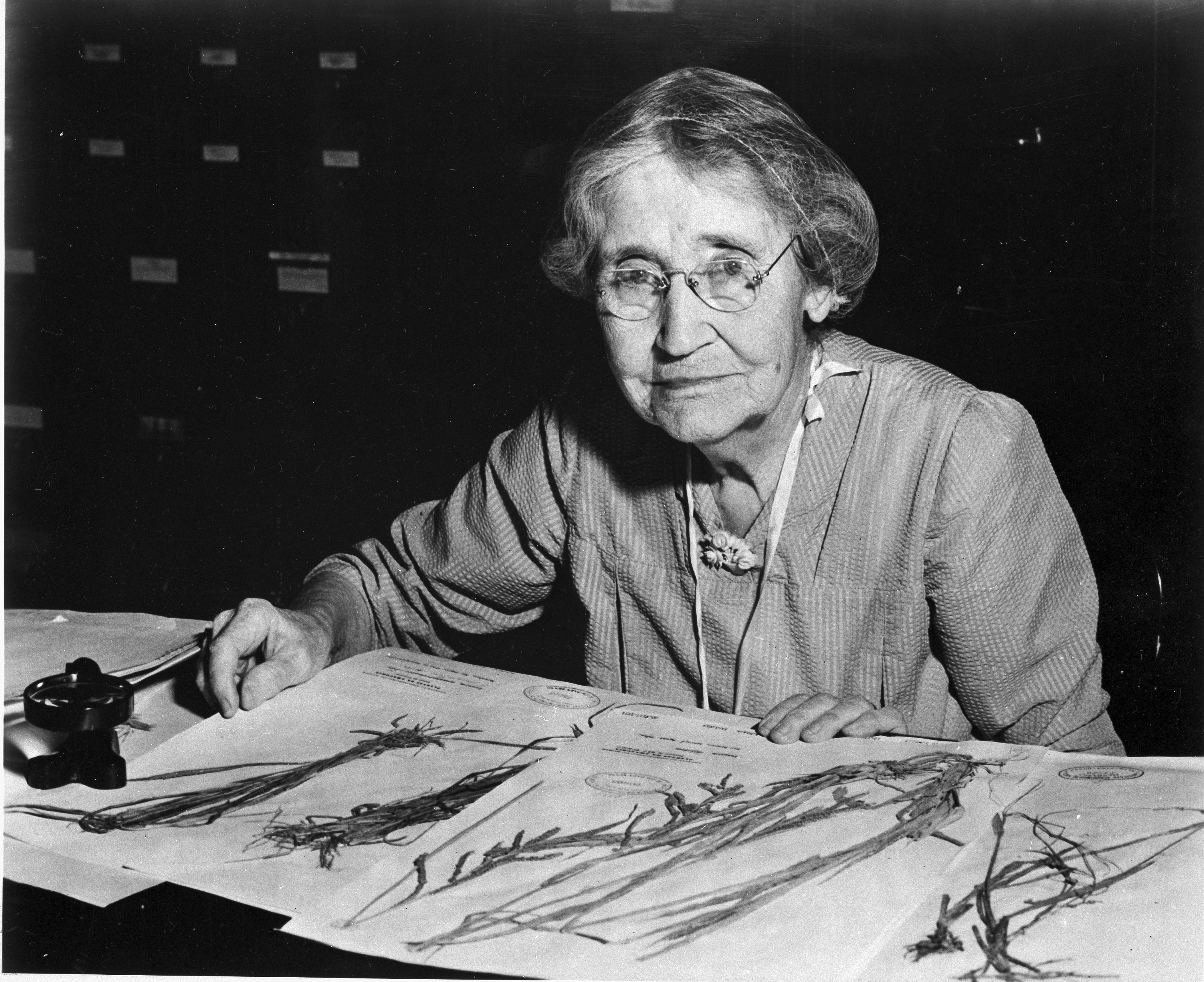
Mary Agnes Chase (1869-1963), botaniste spécialiste des plantes sud-américaines, travaillant à son herbier
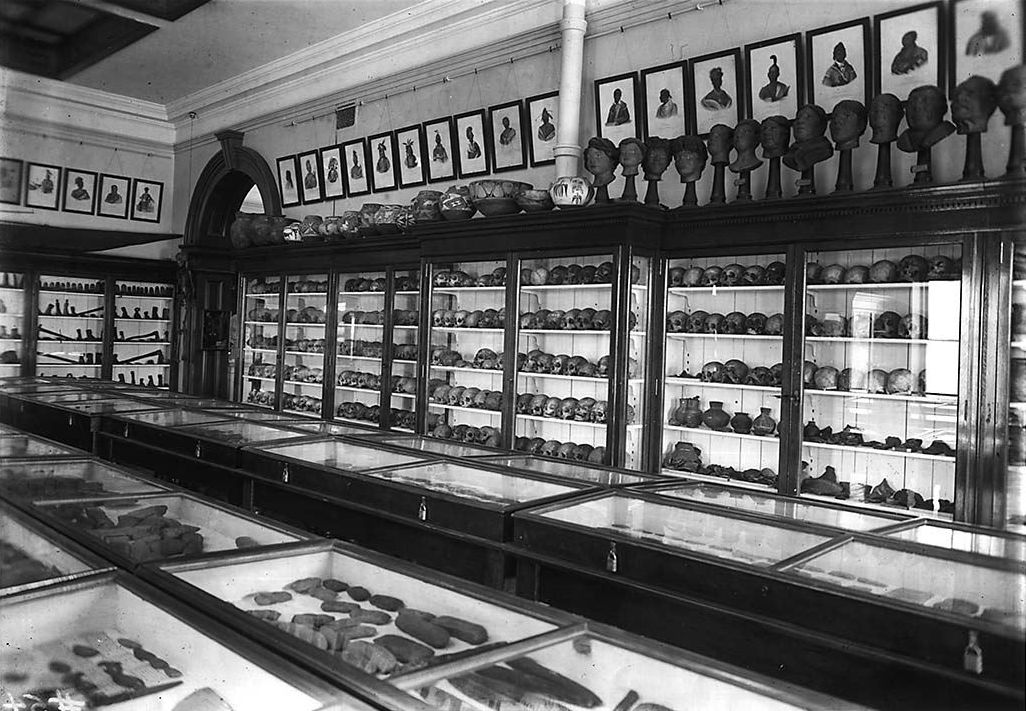
Les muséums abritent les plus grandes et plus anciennes collections d'histoire naturelle (sur l'image : Musée royal de l'Ontario)
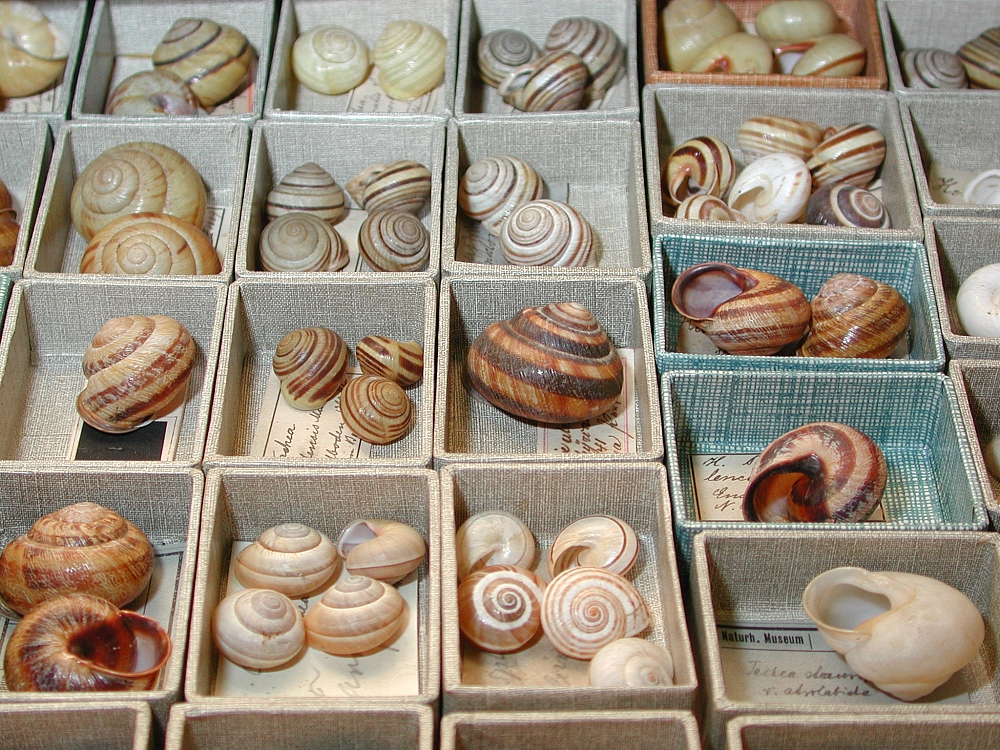
Collection de conchyliologie
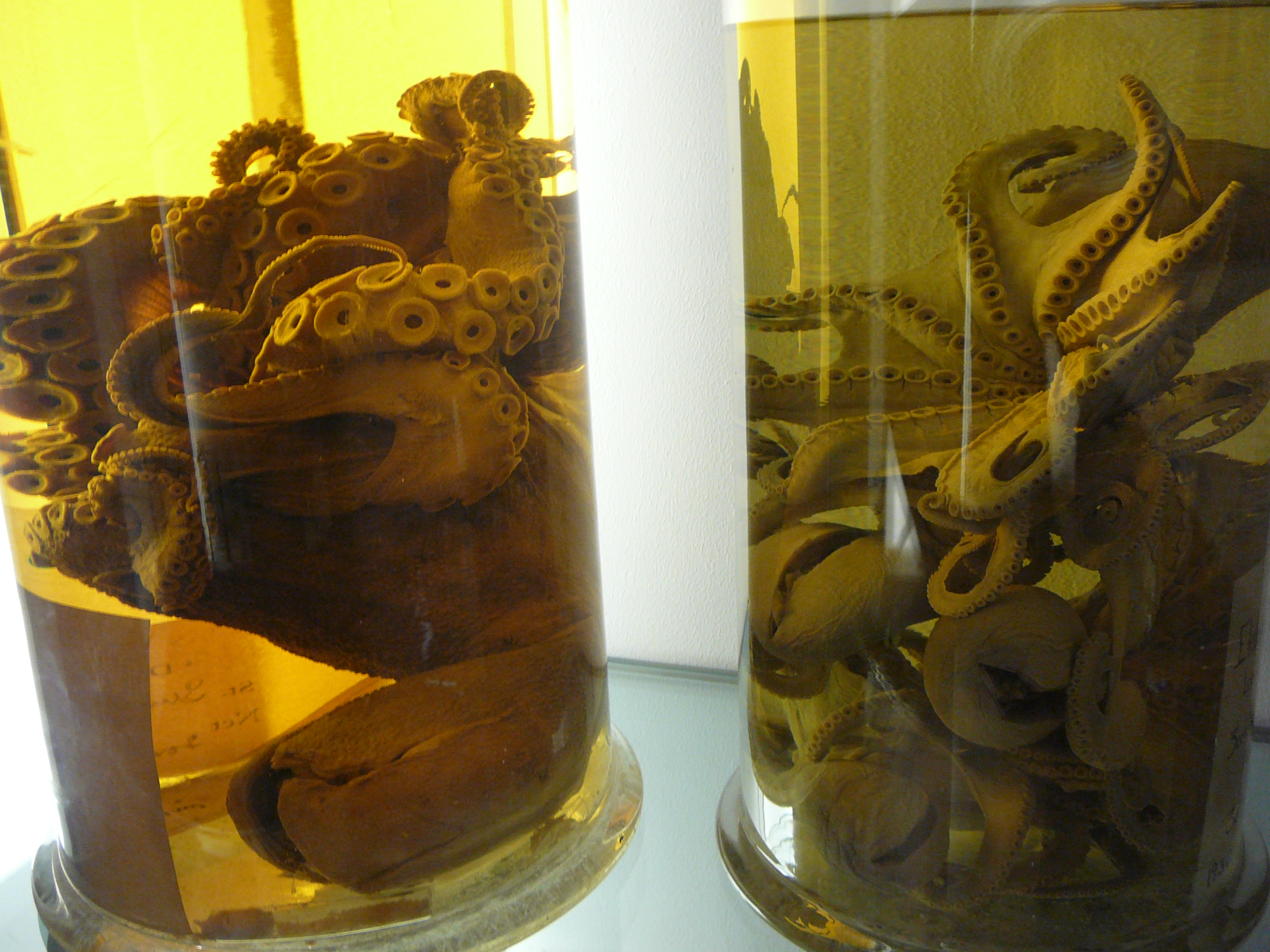
Pieuvres dans le formol.
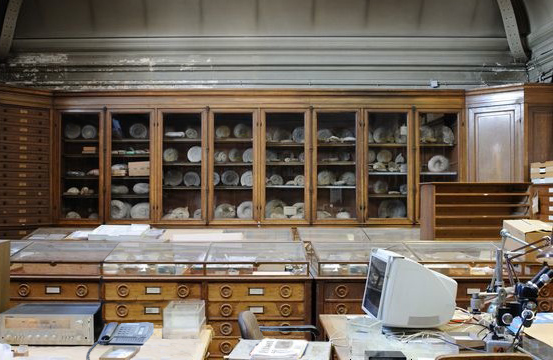
Une partie de la collection d'Ammonoidea du Muséum national d'histoire naturelle
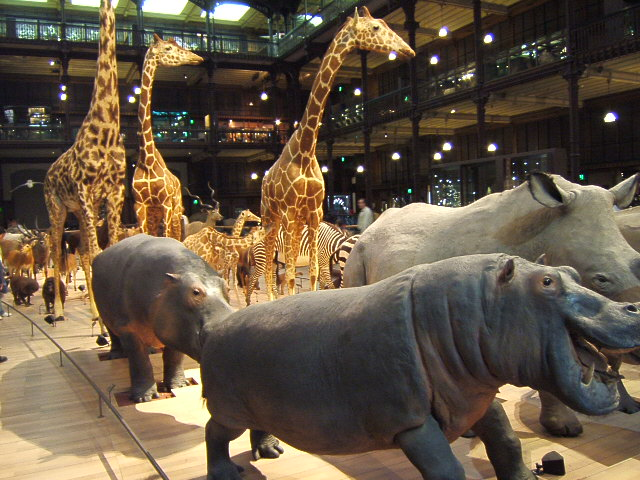
Grande galerie de l'Évolution du Muséum national d'histoire naturelle
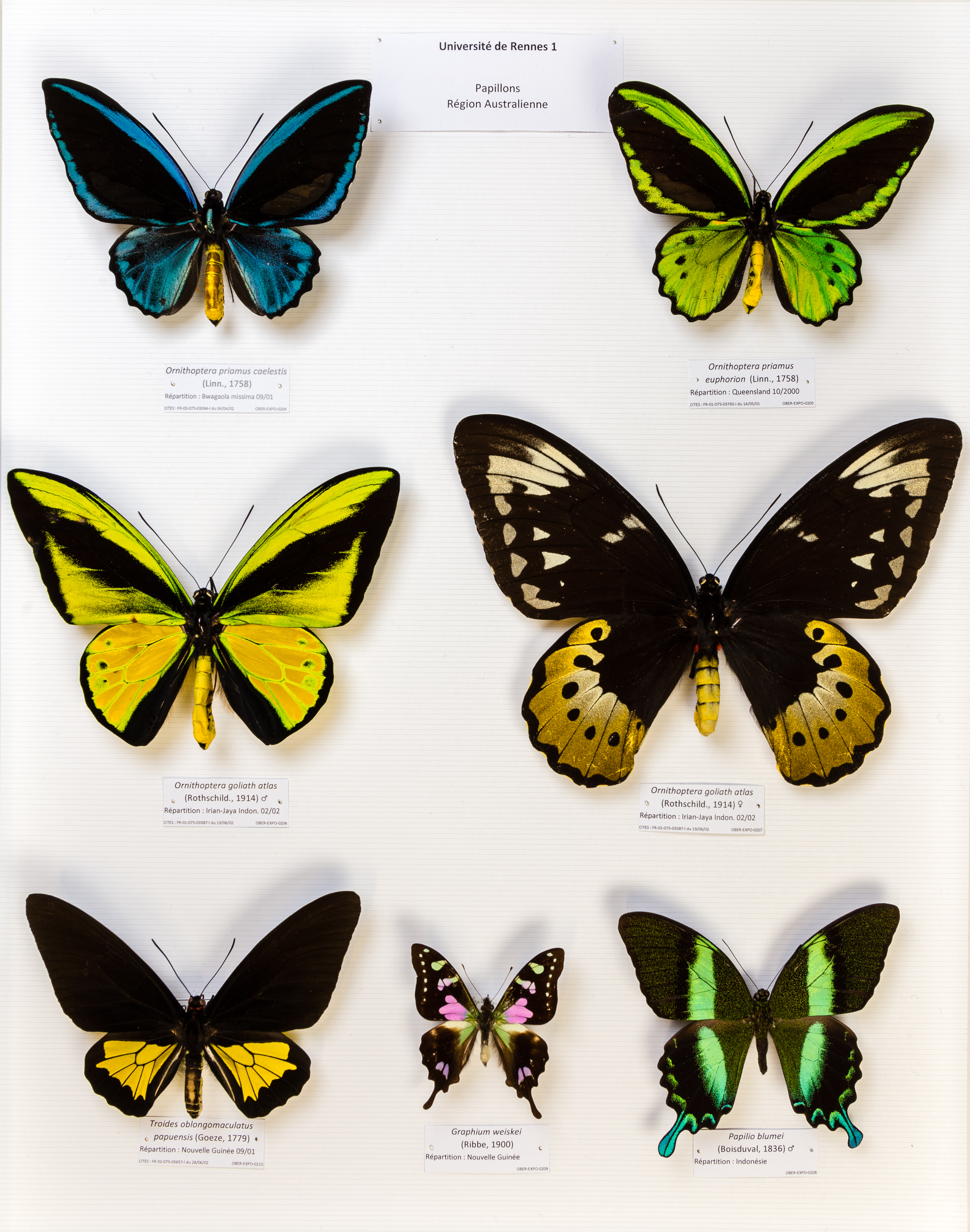
Université de Rennes 1, collection de papillons de Charles Oberthür, écozone australasienne